# Светилище
Светилище е място, олтар, постройка или комплекс от постройки, посветени на дадено божество, в което хората вярват. В много религии се смята за местоживеенето на това божество. Счита се за свещено място, където хората се молят и идват с чисти помисли. В някои култури, особено в древността, това е място разрешено само за свещеници и други служители на Бога. В миналото е служело и за убежище на преследваните.
В съвременното си значение е място, където хората се чувстват в безопасност, тишина и усамотение.